# Ришард Островський
Ришард Островський (пол. Ryszard Ostrowski; 6 лютого 1961, Познань) — польський легкоатлет, спеціаліст з бігу на середні дистанції. Виступав за збірну Польщі з легкої атлетики у 1979—1994 роках, дворазовий чемпіон Всесвітніх Універсіад, переможець турніру «Дружба-84», багаторазовий переможець і призер першостей національного значення, колишній рекордсмен країни в бігу на 800 метрів, учасник літніх Олімпійських ігор у Сеулі.

## Біографія
Ришард Островський народився 6 лютого 1961 року в місті Познань, Польща. Займався легкою атлетикою у місцевому клубі «Олімпія».
Вперше заявив про себе на міжнародному рівні в сезоні 1979 року, коли увійшов до складу польської збірної та виступив на юніорській європейській першості у Бидгощі, де в заліку бігу на 800 метрів дійшов до стадії півфіналів.
Бувши студентом, у 1981 році представляв Польщу на Всесвітній Універсіаді в Бухаресті — у дисципліні 800 метрів знову дійшов до півфіналу.
У 1983 році виграв 800-метрову дистанцію на Всесвітній Універсіаді в Едмонтоні. Був заявлений на чемпіонат світу з легкої атлетики в Гельсінкі, що вперше проводився, але в результаті на старт тут не вийшов.
Розглядався як кандидат на участь у літніх Олімпійських іграх у Лос-Анджелесі, проте Польща разом із кількома іншими країнами східного блоку бойкотувала ці змагання з політичних причин. Натомість Островський виступив на альтернативному турнірі «Дружба-84» у Москві — у бігу на 800 метрів перетнув фінішну межу одночасно з кубинцем Альберто Хуантореною і розділив з ним перше місце. В естафеті 4×400 метрів разом зі співвітчизниками Робертом Ксеняком, Ришардом Шпараком та Анджеєм Стемпенем показав п'ятий результат.
1985 року здобув перемогу на Всесвітній Універсіаді в Кобе, встановивши при цьому свій особистий рекорд на дистанції 800 метрів — 1:44.38 (на той час — національний рекорд Польщі).
У 1986 році тест — тест в тій же дисципліні став четвертим на Іграх доброї волі в Москві та п'ятим на чемпіонаті Європи у Штутгарті.
У 1987 році тест — тест біг 800 метрів на чемпіонаті світу в Римі, фінішував у фіналі четвертим.
Завдяки низці успішних виступів 1988 року удостоївся права захищати честь країни на Олімпійських іграх у Сеулі — у програмі бігу на 800 метрів дійшов до чвертьфіналу.
У 1990 році тест — тест стартував на чемпіонаті світу в Спліті, зупинився у півфіналі 800-метрової дистанції.
Завершив спортивну кар'єру після закінчення сезону 1994.
Згодом виявив себе на тренерській ниві. Його син Артур Островський теж досяг певних успіхів у легкій атлетиці, виступав за збірну Польщі на декількох великих міжнародних стартах.